# I Lived
I Lived é uma canção gravada pela banda norte-americana OneRepublic, presente em seu terceiro álbum de estúdio Native. Foi selecionada como sexto single do álbum, sucedendo Love Runs Out, em 23 de setembro de 2014. Foi composta e produzida por Ryan Tedder e Noel Zancanella.

## Divulgação e lançamento
Em 25 de julho de 2014, a banda tocou 'I Lived' no Today Show como a canção mais pedida pelos telespectadores. Em outubro de 2014, o grupo performou a canção no evento de lançamento da versão 'drive' do Mercedes-Benz Classe B para a Mercedes-Benz durante o 'Paris Motor Show'. O modelo do carro é apresentado durante o videoclipe da canção.

## Videoclipe
O videoclipe da canção é uma homenagem a um fã adolescente, Bryan Warnecke, mostrando sua luta contra uma doença rara, fibrose cística. "A fibrose cística é uma doença que ataca o sistema digestivo e, lentamente, fecha os pulmões", explica Warnecke quando o vídeo inicia, "Eu venho fazendo meus tratamentos todos os dias da minha vida, por isso, para mim, é apenas uma daquelas coisas que é normal", completa Bryan. O vídeo da música centra-se em grande parte as lutas de Bryan, viagens e seus triunfos. O garoto de 15 anos de idade pode ser visto ser como um membro ativo da sociedade, jogar hóquei, basquete e participa de corridas em sua bicicleta, tudo ao mesmo tempo vivendo com a doença debilitante. As cenas de Bryan polarizam com as de Tedder cantando o single, e um outro lado da vida de Bryan é mostrado: visitas hospitalares, tratamentos de fibrose cística, todos os dias e um futuro desconhecido.
O vídeo atende a um concerto da banda no belo Red Rocks Ampitheater. Em um comunicado de imprensa que acompanha o vídeo, a Interscope Records disse "que ele e seus companheiros têm um ciclo de mais de 1.200 milhas e arrecadou mais de US$ 300,000 este ano só para pesquisas sobre fibrose cística." 'I Lived' também foi destaque no novo drama Red Band Society, que estreou no início desta semana e está situado na ala infantil de um hospital.

## Composição
Tedder observou que ele escreveu a música para seu filho de dois anos e meio de idade. Em entrevista à revista People, ele disse: "Toda a ideia, para citar o falecido grande Robin Williams de Sociedade dos Poetas Mortos, é muito perspicaz", continuou dizendo que "é absolutamente universal e aplicável a todos". Quanto a letra: "A cada osso quebrado, eu juro, que eu vivo", disse Tedder, "Assim, para cada dia em que você está na terra, por cada minuto que você vive, toda a ideia é não fazer nada menos do que exatamente o que você sente você deveria fazer e ir até a última gota de sua vida todos os dias, independentemente das dificuldades ou ensaios que você enfrenta". Tal como ocorreu com outras músicas do álbum Native, Tedder disse que a composição teve inspiração em U2, onde se concentrou em escrever canções do coração e da experiência pessoal.

## Lista de faixas
- Download digital

1. "I Lived" – 3:55

- Versão do EP

1. "I Lived (Arty Remix)" – 4:26
2. "I Lived (Carousel Remix)" – 3:39
3. "I Lived (Heroic Remix)" – 3:43
4. "I Lived (iTunes Session)" – 3:59

- I Lived ((RED) Remix)

1. "I Lived ((RED) Remix)" – 4:17

## Recepção da critica
Marcus Floyd de Renowned for Sound deu a canção 4 de 5 estrelas (ou 8 de 10), citando a sua introdução como a criação de uma atmosfera fácil e acalmante, e chamando a música em geral, de um prendedor e além esclarecedor para seus singles. Camilla Cassidy ao The Edge também deu quatro de cinco estrelas para a canção, descrevendo a música como um hino de esperança e empoderamento, com letras significativas e um tom melancólico que inspira seus ouvintes, no entanto, ela encontrou a sua entrega a ser um pouco ausente, e "nem sombrio nem particularmente enérgico". Amy Sciarretto de PopCrush descreveu a faixa como tendo "um badalado viver energicamente e é mais flexível do que muitos de seus colegas. Ele também tem mais divertido do que qualquer outra faixa do disco".
Emily Tan ao Idolator assimilou a canção com "Counting Stars" e "Something I Need", como músicas que "vão manter os fãs do núcleo e ouvintes de rádio adulto contemporâneo felizes". Haley Black de Highlight Magazine não fez uma análise especifica a canção, mas a listou, juntamente com "Au Revoir" como as faixas recomendadas de Native. Matt Collar do Allmusic classificou a canção como uma "câmara de compensação para a sensibilidade pop mainstream presente no álbum".
A musica foi interpretada pelo elenco do seriado ''Glee'' sendo a ultima da serie.[carece de fontes?]